# المیزاب
ال-میزاب یک منطقهٔ مسکونی در یمن است که در استان صنعا واقع شده‌است.